# Fenoskandija
Fenoskandija (finsko, švedsko in norveško Fennoskandia, rusko Фенноскандия, Fennoskandija) je evropski polotok, ki obsega Skandinavijo, polotok Kola, Finsko in Karelijo. Administrativno v grobem obsega Finsko, Norveško in Švedsko,
 ter Murmansko oblast, večji del Republike Karelije in severne dele Leningrajske oblasti v Rusiji.
Ime polotoka je sestavljeno iz latinskih besed Fennia (Finska) in Scandia (Skandinavija). Izraz je prvi uporabil finski geolog Wilhelm Ramsay leta 1898.
Geološko je polotok nekaj posebnega, ker je zgrajen iz arhajskega granita in gnajsa z zelo malo apnenca, v nasprotju s sosednjimi območji Evrope.
Podoben izraz Fenoskandinavija se včasih ponekod uporablja za označevanje kulturno ali politično podobnih držav Finske s Švedsko, Norveško in Dansko, čeprav slednja ne leži na polotoku  Fenoskandija.